# Czedomir Janewski
Czedomir Janewski (mac.: Чедомир Јаневски, ur. 3 lipca 1961 w Skopju) – macedoński piłkarz występujący na pozycji obrońcy. Reprezentant Jugosławii. Trener piłkarski.

## Kariera klubowa
Janewski karierę rozpoczynał w zespole FK Skopje. W 1982 roku został graczem pierwszoligowego Wardaru Skopje. Jego barw bronił przez siedem sezonów. W 1989 roku przeszedł do belgijskiego Club Brugge. W sezonie 1989/1990 zdobył z nim mistrzostwo Belgii, a w sezonie 1990/1991 – Puchar Belgii. W 1991 roku odszedł do RSC Charleroi. W sezonie 1992/1993 dotarł z nim do finału Pucharu Belgii, przegranego jednak ze Standardem Liège. Zawodnikiem Charleroi był do końca sezonu 1994/1995.
Następnie Czedowski występował w tureckim İstanbulsporze, a także belgijskim KSC Lokeren. Jego ostatnim klubem w karierze piłkarza był Daring Club Blankenberge, gdzie pełnił funkcję grającego trenera.

## Kariera reprezentacyjna
W 1987 roku Janewski wystąpił dwa razy w reprezentacji Jugosławii. 13 października 1993 w wygranym 4:1 towarzyskim meczu ze Słowenią, w którym strzelił też gola, zadebiutował w reprezentacji Macedonii. W latach 1993–1995 w drużynie narodowej rozegrał pięć spotkań.

## Kariera trenerska
Karierę trenera Janewski rozpoczął jako selekcjoner reprezentacji Macedonii U-21. Następnie trenował Daring Club Blankenberge, a także w juniorów Club Brugge. Był też asystentem w Olympiakosie, a w 2007 roku prowadził Club Brugge. W kolejnych latach był asystentem w KAA Gent, prowadził też samodzielnie drużyny FK Crvena zvezda, Enosis Neon Paralimni oraz Ethnikos Achna.
W 2012 roku Janewski został selekcjonerem reprezentacji Macedonii. W roli tej zadebiutował 7 września 2012 w przegranym 0:1 meczu eliminacji Mistrzostw Świata 2014 z Chorwacją. Do 2013 roku kadrę Macedonii poprowadził w 14 spotkaniach, z czego 5 było wygranych, 1 zremisowane i 8 przegranych.
W kolejnych latach prowadził belgijskie drużyny RAEC Mons oraz Royal Mouscron-Péruwelz.